# Aragatsotn
Aragatsotn (armensk: Արագածոտնի մարզ; IPA: ɑɾɑɡɑˈt͡sɔtən  udtale ? ) er en af Armeniens 10 provinser. Provinsen, der ligger i den nordvestlige del af Armenien, har et areal på 2.753 km². I 2011 havde Aragatsotn 132.925 indbyggere. Administrationen ligger i byen Asjtarak.
Provinsen grænser mod vest til Tyrkiet, til provinserne Sjirak i nord, Lori i nordøst, Kotajk i øst og til Armavir i syd.
Armeniens højeste bjerg, Aragats, som er 4.090 moh. ligger i provinsen.

## Etymologi
Navnet Aragatsotn betyder bogstavelig talt «foden af Aragats». Navnet på nutidens provins kommer fra navnet på den historiske kanton i den historiske provins Ayrarat i Kongedømmet Armenien.

## Geografi
Aragatsotn ligger i den nordvestlige del af Armenien og dækker et område på 2.756 km² (9,3 % af totalarealet i Armenien). Det grænser til Sjirak i nord, Lori i nordøst, Kotajk i øst, Armavir i syd og Jerevan i sydvest. Akhurjan i vest definierer grænsen mellem Aragatsotn og Tyrkiet.
Historisk set dækker nutidens provins dele af de gamle kantoner Aragatsotn, Nig og Shirak i Ayrarat-provinsen i oldtidens Armenien.
De nordlige dele af provinsen er domineret af bjergkæden Aragats. De sydlige dele af provinsen har dele af Araratsletten.
Aragats er det højeste bjerg i Aragatsotn og i Armenien.